# Sculeni
Sculeni es una comuna y pueblo de la República de Moldavia ubicada en el distrito de Ungheni.
En 2004 tiene 5470 habitantes, de los cuales 5229 son étnicamente moldavos-rumanos, 98 rusos y 97 ucranianos. La población de la comuna se reparte entre cuatro pueblos:
- Sculeni (pueblo), 2792 habitantes;
- Blindeşti, 612 habitantes;
- Floreni, 336 habitantes;
- Gherman, 1730 habitantes.

Se conoce su existencia desde 1432. A principios del siglo XX la tercera parte de la población eran judíos, pero estos fueron masacrados en la Segunda Guerra Mundial.
Se ubica a orillas del río Prut en la frontera con Rumania, unos 10 km al noroeste de Ungheni.